# Kausalsatz in der spanischen Sprache
Unter einem Begründungssatz oder Kausalsatz, oración causal versteht man in der Grammatik eine spezielle Form eines adverbialen Nebensatzes.
Mit einem Kausalsatz wird in der Grammatik allgemein beschrieben, dass ein spezieller Nebensatz (Protasis) den Grund für einen Sachverhalt im Haupt- oder Folgerungssatz, (Apodosis) näher beschreibt. Anders formuliert wird im Kausalsatz der Grund bzw. die Ursache für eine Handlung oder einen Vorgang angegeben.

## Erläuterung
Kausalsätze sind eingeleitete Nebensätze; eingeleitet werden sie durch unterordnende kausale Konjunktionen, conjunciones causales. – Beispiele:
```
Las mareas son causadas
 
por
 
la fuerza de gravedad de la luna.
 
Die Gezeiten sind bedingt durch die Gravitationskraft des Mondes.

Estaba mojada
, porque 
llovía.
 
Ich war noch durchnäßt, weil es regnete.
 
Pretérito imperfecto de indicativo
```

Begründungssätze sind von den Konditionalsätzen abzugrenzen. So ist in den kausalen Verhältnissen der Anspruch auf Tatsächlichkeit der Voraussetzung, im Nebensatz (Protasis) postuliert. Denn es wird nicht nur behauptet oder festgestellt, dass in aller Regel, nach allem, was wir aus Erfahrung wissen, die Gezeiten auftreten, weil die Anziehungskraft des Mondes wirkt, sondern impliziert darüber hinaus auch, dass Gezeiten auftreten bzw. beobachtet werden können.
Ein zusammengesetzter Satz mit einer subordinativen Verknüpfung führt zu einem Satzgefüge. Allgemein finden sich bei den untergeordneten Propositionen oder Nebensätzen drei Arten:
- die Subordination mit Substantiv-Funktion, subordinadas sustantivas;
- die Subordination mit Adjektiv-Funktion, subordinadas adjetivas;
- die Subordination mit Adverbial-Funktion, subordinadas adverbiales.

Der Begründungs- oder Kausalsatz, oración causal zählt zu der letzteren Einteilungsklasse.
Aus dieser zusätzlichen angenommenen Wahrheit der Voraussetzung (Protasis) folgt auch die Wahrheit der Folgerung im Hauptsatz (Apodosis), der consecuencia. Der Nebensatz (Protasis) vertritt bei Kausalsätzen immer das Antezedens und der Hauptsatz das Konsequens.
Die in einem Begründungssatz formulierte (vergangene) Erfahrung, verweist auf eine erlebte, in der tatsächlichen oder aktualen Welt gebildeten, zutreffenden Vorstellung von der Wirklichkeit. Das mehrmalige „Erleben“ dieser Situation führt zu einer (verallgemeinernden) Konditionalbeziehung. – Beispiel:
- Konditionalbeziehung, oración condicional: Si llueve, estaré mojada. Wenn es regnet, werde ich nass werden. Presente de indicativo + Futuro simple de indicativo[3]

Die Fragepronomen im deutschen Kausalsatz lauten „Warum?“ „Wieso?“ „Weshalb?“ „Weswegen?“ bzw. „Aus welchem Grund bzw. Anlass?“ Im Spanischen ¿Por qué? ¿Por lo cual? ¿Por qué motivo? – Beispiel:
```
Kausalbeziehung
, 
oración causal
: 
¿
Por qué
 lo has comprado? 
Lo he comprado
 
porque
 
es barato.
 
Warum hast du es gekauft? Ich habe es gekauft, weil es billig ist.
```

Die wichtigsten kausalen Konnektoren sind im Spanischen:
| spanische Wörter | deutsche Übersetzungen   |
| ---------------- | ------------------------ |
| puesto que       | weil ... ja doch ...; da |
| dado que         | da ja nun einmal gegeben |
| ya que           | da ... nämlich ...       |
| como             | da                       |
| porque           | weil                     |
| por esta razón   | aus diesem Grund         |
| pues             | denn; also               |
| por              | wegen                    |
| por eso          | deshalb                  |
| toda vez que     | da, allemal, dass        |
| a causa de       | dadurch, infolge von     |

Wird die Begründung der Nebensatz (Protasis) vor der Folge, dem Hauptsatz (Apodosis) genannt stehen die kausalen Konjunktion como, aber auch ya que sowie puesto que. Hier also steht der Nebensatz immer vor dem Hauptsatz. – Beispiele:
```
Como
 
no tengo tiempo
, 
tendremos que suspender el partido de fútbol.
 
Da nicht ich habe Zeit, wir müssen suspendieren die Fußballpartie.

Pues
 
yo pensaba
 
que podías explicármelo.
 
Also ich dachte noch, dass du könntest erklären mir es.
 
Pretérito imperfecto de indicativo
```

Begründungssätze sind Adverbialsätze, die die Ursache, das Motiv oder einen Grund für das im Hauptsatz (Apodosis) Ausgesagte im Nebensatz (Protasis) angeben. Zwischen Nebensatz und Hauptsatz besteht ein Verhältnis von Ursache und Wirkung.– Beispiele:
```
No lo hizo
, 
porque
 
no quiso.
 
Nicht es er/sie tat, weil nicht er/sie wollte.
 
Pretérito perfecto simple

Saldré esta tarde
 
pues
 
me siento muy bien.
 Ich werde gehen diesen Nachmittag, denn ich fühle mich sehr gut. 
Futuro simple
```

| Satzteil 1                     | Satzteil 2               |
| ------------------------------ | ------------------------ |
| Protasis                       | Apodosis                 |
| Nebensatz                      | Hauptsatz                |
| Oración subordinada            | Oración principal        |
| Antezendens, antecedente       | Konsequens, consiguiente |
| „Vordersatz“                   | „Nach- oder Folgesatz“   |
| Motiv, Gründe, Ursachen, causa | Wirkung, consecuencia    |
| Unabhängig                     | Abhängig                 |
| Koordination                   | Subordination            |

Die kausalen Satzverknüpfungen lassen sich für das Spanische semantisch nach Galán Rodríguez (1999) durch zwei Entitäten oder Gruppen beschreiben:
- so, die eine „causa real“ zum Ausdruck brächte; in denen der Hauptsatz (Apodosis) einen Sachverhalt feststellt und der Neben- oder Kausalsatz (Protasis) den objektiven Grund oder die tatsächliche Ursache angibt, die zu diesem Sachverhalt führt bzw. geführt hat;
- so, die eine „causa lógica“ ausdrückte; in denen der Neben- oder Kausalsatz (Protasis) eine Rechtfertigung des im Hauptsatz (Apodosis) behaupteten liefert.

Hiernach können kausale Konjunktionen den beiden Gruppen zugeordnet werden. Die Konjunktionen porque und pues können als die typischen Repräsentanten jeweils der ersten oder der zweiten Gruppe zugeschrieben werden. Aber auch für komplexere Konjunktionen kann diese semantische Abgrenzung vornehmen, so etwa por causa de que, a causa de que, por razón de que, debido a que, teniendo en cuenta que werden als die Konjunktionen angesehen, die einen Kausalsatz mit einer „causa real“ einleiten, während durch puesto que, ya que, dado que eingeleiteten Kausalsätze im Sinne einer „causa lógica“ zu interpretieren seien.

## Modus und Kausalsatz
Die durch kausale Konjunktionen eingeleiteten (affirmativen) Adverbialsätze stehen im Indikativ, indicativo. Wird aber die Faktizität oder der Wahrheitswert des Kausalsatzes verneint, so kann auch der Subjunktiv verwendet werden.
```
¿Por qué lo haces? 
Lo hago
 
porque
 
quiero.
 
Warum es du machst? Es ich mache weil ich möchte.
 Presente de indicativo + Presente de indicativo
```

```
Lo hago no
 
porque
 
tú me lo digas sino porque quiero.
 
Es ich mache nicht weil du mir es sagest, sondern weil ich möchte.
 
Presente de indicativo
 + 
Presente de subjuntivo
 + Presente de indicativo
```